# Flourensia cernua
Espèce
Flourensia cernua est une espèce de plante nord-américaine de la famille des Asteraceae.

## Description
Flourensia cernua est un arbuste poussant à partir d'un réseau de racines qui peut s'étendre horizontalement sur 4 mètres. La plupart sont peu profondes mais quelques-unes s'étendent jusqu'à 5 m de profondeur dans le sol. Il atteint généralement une hauteur maximale d'environ 1 m, mais peut atteindre 2 m. Il peut se dresser ou s'étaler. Il a de nombreuses branches, qui partent de la base de la tige.
Flourensia cernua est à feuilles caduques dans la plupart des régions, mais peut conserver ses feuilles dans les zones suffisamment humides. Les feuilles sont épaisses et ovales disposées en alternance jusqu'à 2,5 cm de longueur, atteignant parfois 4 cm. Les bords des limbes sont lisses ou ondulés. La production de feuilles est affectée par les niveaux d'humidité ; on a observé que la plante produit un premier ensemble de petites feuilles ressemblant à des écailles pendant un printemps sec et un deuxième ensemble de feuilles plus grandes plus tard dans la saison à mesure que l'humidité augmente. La croissance a lieu plus tôt dans l'année lorsque les précipitations sont abondantes.
Les pseudanthiums contiennent plusieurs fleurons discaux jaunes et aucun fleuron rayé. Le fruit est un akène velu mesurant jusqu'à 1 cm de long, y compris son pappus. La plupart des parties de la plante sont très résineuses et ont un parfum goudronneux. Il a un goût amer. La floraison a lieu à l'automne. La plante produit généralement peu de fleurs pendant les années sèches.

## Répartition
Flourensia cernua est présent dans le désert de Chihuahua, dans les États unis de l'Arizona, du Nouveau-Mexique et du Texas et mexicains du Sonora, Chihuahua, Coahuila, Durango, San Luis Potosí, Zacatecas. La plupart des espèces du genre se trouvent en Amérique latine ; Flourensia cernua et Flourensia pringlei sont les deux seules espèces dont l'aire de répartition s'étend aux États-Unis.

## Écologie
Flourensia cernua pousse dans les déserts et terres arbustives xériques. Il augmente en abondance en raison du surpâturage, qui réduit les graminées indigènes, en particulier les Bouteloua et Hilaria mutica. C'est un indicateur des arbtustes du désert de Chihuahua, qui couvrent environ 70% du désert de Chihuahua. Il domine avec Larrea tridentata et Vachellia vernicosa. D'autres plantes communes associées sont Senegalia greggii, Prosopis glandulosa, Lycium berlandieri, Parthenium incanum, Aloysia wrightii, Rhus microphylla, Gutierrezia sarothrae, Krascheninnikovia lanata et Dasylirion leiophyllum. Il fait partie de nombreuses communautés végétales et domine dans de nombreux types d'habitats désertiques et d'écotones. C'est souvent le principal arbuste d'un paysage autrement peuplé d'herbes. Il peut être clairsemé ou localement abondant, se dispersant sur le terrain ou dans des peuplements denses. Il peut former des peuplements monotypiques dans des sols argileux et limoneux, comme ceux des bas-fonds. Il est le plus commun sur les sols alluviaux dérivés du calcaire, le principal matériau parental pour les sols du désert de Chihuahua. L'espèce est décrite comme ayant une longue durée de vie.
Il est une plante hôte des chenilles de Bucculatrix flourensiae et des larves de Zygogramma conjuncta.

## Usage

### Agriculture
Cet arbuste est étudié comme fourrage supplémentaire potentiel pour le bétail comme les moutons. Le fait qu'il augmente en abondance dans le désert de Chihuahua suscite un intérêt pour sa valeur en tant que nourriture pour les animaux domestiques locaux. Il est similaire à la luzerne en valeur nutritive, étant riche en protéines. Cependant, il contient des composés qui réduisent son appétence pour les animaux, ce qui le rend amer et poivré. De plus, les fleurs et les fruits sont toxiques pour les moutons, les chèvres et les bovins. Le bétail l'évite naturellement. Les feuilles peuvent être consommées avec modération pour leur valeur nutritionnelle, mais un régime composé uniquement de Flourensia cernua peut être fatal.

### Médecine
Flourensia cernua a des usages médicinaux. Au Mexique, il est consommé en thé pour traiter des conditions gastro-intestinales telles que l'indigestion et la diarrhée. Il est également utilisé pour les troubles respiratoires : ses extraits ont montré la capacité de tuer Mycobacterium tuberculosis multirésistante in vitro. Les feuilles et les pseudanthiums sont vendus sur les marchés de producteurs au Mexique et aux États-Unis.

### Chimie
Les composés isolés de la plante comprennent les flavonoïdes, les sesquiterpènes, les monoterpènes, les acétylènes, les p-acétophénones, les benzopyranes et les benzofuranes. Des extraits de la plante ont montré des effets fongicides, anticyanobactériens et contre les termites. Un certain nombre de composés sont phytotoxiques.